# Enochville
Enochville é uma Região censo-designada localizada no estado norte-americano de Carolina do Norte, no Condado de Rowan.

## Demografia
Segundo o censo norte-americano de 2000, a sua população era de 2851 habitantes.

## Geografia
De acordo com o United States Census Bureau tem uma área de
12,0 km², dos quais 11,4 km² cobertos por terra e 0,6 km² cobertos por água. Enochville localiza-se a aproximadamente 277 m acima do nível do mar.

## Localidades na vizinhança
O diagrama seguinte representa as localidades num raio de 16 km ao redor de Enochville.